# Eino Rahja
Eino Rahja (russisk: Эйно Абрамович Рахья; tr. Ejno Abramovitj Rakhja ; født 20. juni 1885 i Kronstadt, død 26. april 1936 i Leningrad) var en finsk og russisk kommunist og revolutionær.

## Liv
Rahja tilsluttede sig i 1903 Ruslands Socialdemokratiske Arbejderparti. Under den Den Russiske Revolution 1905 arbejdede han som klejnsmed for de finske jernbaner og transporterede våben og illegal litteratur. Mellem 1911 og 1917 var han aktiv for partiet i Petrograd.
Efter juliopstanden i 1917 var han sammen med andre ansvarlig for Lenins sikkerhed og sørgede for at Lenin kom til Finland og tilbage. Rahja fungerede som forbindelsesled mellem centralkomiteen for RSDAP (bolsjevikkerne) og Lenin.
Under den finske borgerkrig i 1918 havde han kommandoen over en enhed i de røde garder. Efter at revolutionen var slået fejl i Finland tog Rahja til Sovjetunionen. Rahja var en af grundlæggerne af Finlands kommunistiske parti i august 1918 i Moskva og blev kort tid senere optaget i centralkomiteen. Han deltog som delegeret for det finske kommunistparti i den  1. (marts 1919), 2. (juli/august 1920) og 3. verdenskongres (juni/juli 1921) i Komintern.
Mellem 1919 og 1931 var han militærpolitisk aktiv i Den Røde Hær. Under Den Russiske Borgerkrig var han kommissær i forskellige divisioner. I efteråret 1919 deltog han i forsvaret af Petrograd mod de kontrarevolutionære tropper under Nikolaj Judenitj.
Rahja fik to gange tildelt Røde Fane-ordenen. Rahja døde af naturlige årsager i 1936.

## Eksterne kilder
- Рахья, Эйно Абрамович Arkiveret 7. maj 2022 hos  Wayback Machine I: Большая советская энциклопедия (russisk)).